# Суровцівка
Суро́вцівка — село в Україні, у Кремінській міській громаді Сіверськодонецького району Луганської області. Населення становить 8 осіб.